# Close-In Weapon System

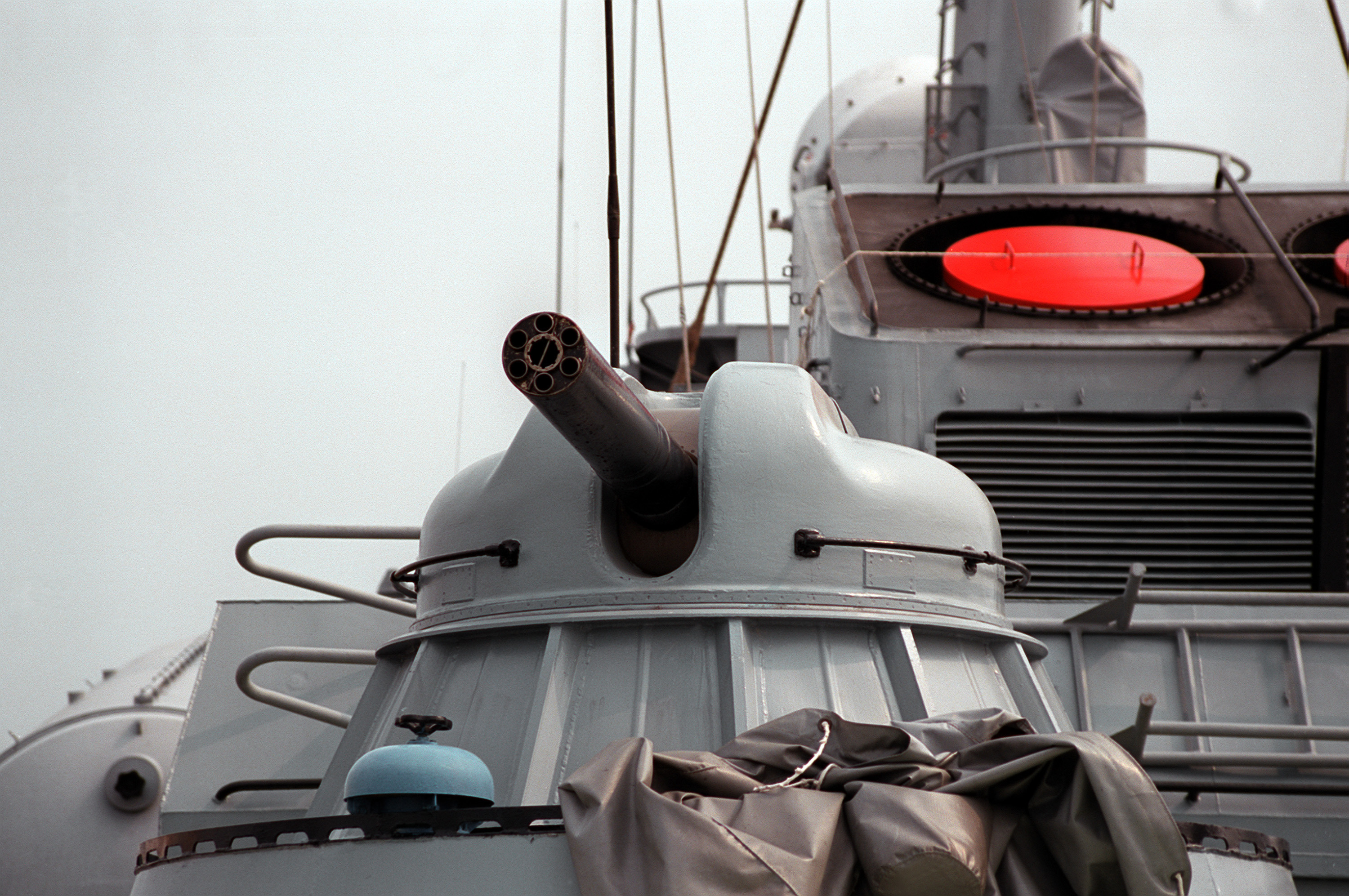
AK-630 CIWS

Un CIWS (dall'inglese Close-in-weapon-system ovvero sistema d'arma ravvicinato o a corto raggio), modalità che in italiano viene definita anche come difesa di punto, è un apparato per la difesa antiaerea e antimissile, capace di assicurare la difesa all'obiettivo (generalmente una nave da guerra) da minacce negli ultimi secondi di volo prima dell'impatto del missile ostile contro il bersaglio da proteggere. 
A differenza di altri sistemi per la difesa, il CIWS è concepito per cercare di fermare qualunque minaccia perché le navi sono obiettivi troppo costosi, delicati ed importanti per tollerare qualunque colpo che le raggiunga. Così laddove, per un obiettivo terrestre, si accetterebbe di abbattere una certa percentuale degli attaccanti sufficiente per logorarne le forze aeree, nel caso dei CIWS si richiede praticamente il 100% di successo. In genere le caratteristiche di velocità reattiva e di difesa anche a distanze ridottissime richiedono che esso sia un'artiglieria piuttosto che un missile. La gittata utile è di circa 2-3km, ma gli ingaggi contro i principali nemici, i missili antinave, avvengono spesso anche a distanze minori.
Tra i CIWS maggiormente noti vi sono l'ADG-630 ed il Vulcan Phalanx americano; quest'ultimo, con il suo nome ("falange") spiega bene la necessità di assicurare l'imperforabilità della difesa contro ogni minaccia. I calibri sono in genere dell'ordine dei 20mm ma esistono armi più grandi (come il cannone super-rapido antiaereo, antimissile e antinave Otobreda 76 mm) con vario munizionamento e spoletta di prossimità, che consentono di sparare a distanze maggiori, più utili per affrontare molte minacce simultaneamente, come aerei, elicotteri, obiettivi di superficie, ecc.